# I porno amori di Eva
I porno amori di Eva è un film del 1979 diretto da Giorgio Mille con lo pseudonimo di G. Miller. È uno dei primi film, con contenuti hard, prodotti in Italia. Nel libro Luce rossa di Franco Grattarola e Andrea Napoli (Iacobelli, 2014) viene anche menzionato come primo film porno ad essere stato proiettato in una sala cinematografica italiana. Il produttore del film Claudio Perone, per l'occasione anche attore con lo pseudonimo di Claude Berier, viene da lì in poi soprannominato "L'uomo che accese la luce rossa in Italia".

## Trama
Eva è sempre vissuta all'interno di un paese di cui suo padre è sindaco. La sua prima esperienza erotica è disastrosa e traumatica, consistendo la stessa nella violenza subita dal cugino. Ignari del fatto, i genitori la mandano in vacanza presso uno zio, proprietario di un lussuoso camping. Qui Eva entra in contatto con ragazzi e ragazze che a differenza di lei, sono liberi e disinibiti nonché dispostissimi a coinvolgerla nei loro divertimenti. Così Eva scopre la bellezza del proprio corpo, il piacere di venire ammirata e l'abbandono agli istinti erotici. Tra le varie esperienze amorose non manca quella di lesbismo con la cugina. Ciò nonostante, il trauma subito ogni tanto riaffiora, e la induce a desideri di vendetta e di rivalsa nei confronti degli uomini, con lo zio in prima fila.